# Psilopsiagon
Psilopsiagon sind eine Gattung der Neuweltpapageien mit zwei Arten, die in Südamerika vorkommen. Früher wurden beide Arten, der Aymarasittich und der Zitronensittich, zur Gattung der Dickschnabelsittiche gestellt, mittlerweile ist es wissenschaftlicher Konsens, sie einer eigenständigen Gattung zuzuordnen.

## Erscheinungsbild und Verhalten
Die zwei Arten der Gattung Psilopsiagon sind kleine Sittiche, deren charakteristisches Merkmal der dicke, seitlich aufgetriebene Schnabel ist. Der Zitronensittich erreicht eine Körperlänge von 18 Zentimetern. Der Aymarasittich wird mit 20 Zentimetern geringfügig größer. Der Schwanz ist stufig.  Wachshaut und Augenring sind unbefiedert. Es besteht beim Zitronensittich ein sehr eindeutiger Geschlechtsdimorphismus. Beim Aymarasittich ist dieser deutlich weniger ausgeprägt. Es sind Höhlenbrüter, die nicht nur in Baumhöhlen, sondern zum Teil auch in Erdhöhlen brüten.

## Verbreitung
Das Verbreitungsgebiet beider Arten ist nicht sehr groß. Der Zitronensittich besiedelt von Peru bis nach Chile vor allem die Westhänge der Anden. In Bolivien kommt er auch auf den Osthängen vor. Der Aymarasittich kommt im Hochland von Bolivien bis nach Argentinien vor und findet sich vor allem an den Osthängen der Anden. Beides sind ausgesprochene Hochlandbewohner.

## Arten
Den Dickschnabelsittichen werden die folgenden zwei Arten zugerechnet:
- Zitronensittich (Psilopsiagon aurifrons)
- Aymarasittich  (Psilopsiagon aymara)

## Belege